# 1283
Il 1283 (MCCLXXXIII in numeri romani) è un anno  del XIII secolo.

## Eventi
Inizia la plurisecolare crociata lituana.
12 novembre: Gherardo da Camino diventa signore di Treviso.

## Nati
- 9 aprile - Margherita di Scozia, regina († 1290)
- Giovanni di Charolais, nobile († 1316)
- Galvano Fiamma, religioso e scrittore italiano († 1344)
- Tommaso Guasco, religioso italiano († 1346)
- Isabella di Castiglia, sovrana spagnola († 1328)
- Juan Ruiz, poeta spagnolo († 1350)
- Matteo Villani, storico e scrittore italiano († 1363)
- Robert de Holland, I barone di Holand, nobile inglese († 1328)

## Morti
- 9 gennaio - Wen Tianxiang, politico, generale e scrittore cinese (n. 1236)
- 23 marzo - Giuseppe I di Costantinopoli, religioso e arcivescovo ortodosso bizantino
- 9 aprile - Margherita di Scozia, nobile scozzese (n. 1261)
- 22 maggio - Gualtiero di Caltagirone, nobile, politico e militare italiano
- 24 giugno - Giovanni Battista Forzatè, vescovo cattolico italiano (n. 1207)
- 11 agosto - Bianca di Navarra, principessa (n. 1226)
- 27 agosto - Guglielmo da Fogliano, vescovo cattolico italiano
- 27 settembre - Renaud de Nanteuil, vescovo cattolico francese
- 3 ottobre - Dafydd ap Gruffydd, principe gallese (n. 1238)
- 15 ottobre - Giovanni I di Werle, principe (n. 1245)
- 20 ottobre - Pietro di Castiglia, principe spagnolo (n. 1260)
- 30 novembre - Giovanni da Vercelli, religioso italiano
- 15 dicembre - Filippo di Courtenay (n. 1243)
- 25 dicembre - Manuele di Castiglia, principe (n. 1234)
- 27 dicembre - Alduino Filangieri di Candida, nobile italiano
- Abutsu-ni, poeta e monaco buddista giapponese (n. 1222)
- Antonio Corradi, politico italiano
- Jacopo Dolfin, nobile, politico e militare italiano
- Ermanno III di Weimar-Orlamünde, nobile tedesco
- Ermengarda di Limburgo, contessa
- Eschivat IV de Chabanais, francese
- Beatrice Fieschi, nobildonna italiana
- Iolanda di Vianden, religiosa lussemburghese (n. 1231)
- 'Ata Malik Juwayni, politico persiano (n. 1226)
- Matilde di Magdeburgo, mistica e scrittrice tedesca
- Zakariyya al-Qazwini, scienziato persiano (n. 1203)
- Mangold von Sternberg
- Alexander Stewart, IV grande intendente di Scozia, nobile e politico scozzese
- Yaghmurasan ibn Zayyan, sultano berbero (n. 1206)
- Muhyi al-Dīn al-Maghribī, astronomo e matematico persiano (n. 1220)
- Moses ibn Tibbon, medico, scrittore e traduttore francese (n. 1240)

## Calendario
| Calendario 1283 | Calendario 1283 | Calendario 1283 | Calendario 1283 | Calendario 1283 | Calendario 1283 | Calendario 1283 | Calendario 1283 | Calendario 1283 | Calendario 1283 | Calendario 1283 | Calendario 1283 | Calendario 1283 | Calendario 1283 | Calendario 1283 | Calendario 1283 | Calendario 1283 | Calendario 1283 | Calendario 1283 | Calendario 1283 | Calendario 1283 | Calendario 1283 | Calendario 1283 | Calendario 1283 | Calendario 1283 | Calendario 1283 | Calendario 1283 | Calendario 1283 | Calendario 1283 | Calendario 1283 | Calendario 1283 | Calendario 1283 | Calendario 1283 |
| --------------- | --------------- | --------------- | --------------- | --------------- | --------------- | --------------- | --------------- | --------------- | --------------- | --------------- | --------------- | --------------- | --------------- | --------------- | --------------- | --------------- | --------------- | --------------- | --------------- | --------------- | --------------- | --------------- | --------------- | --------------- | --------------- | --------------- | --------------- | --------------- | --------------- | --------------- | --------------- | --------------- |
|                 | 1               | 2               | 3               | 4               | 5               | 6               | 7               | 8               | 9               | 10              | 11              | 12              | 13              | 14              | 15              | 16              | 17              | 18              | 19              | 20              | 21              | 22              | 23              | 24              | 25              | 26              | 27              | 28              | 29              | 30              | 31              |                 |
| Gennaio         | Ve              | Sa              | Do              | Lu              | Ma              | Me              | Gi              | Ve              | Sa              | Do              | Lu              | Ma              | Me              | Gi              | Ve              | Sa              | Do              | Lu              | Ma              | Me              | Gi              | Ve              | Sa              | Do              | Lu              | Ma              | Me              | Gi              | Ve              | Sa              | Do              |                 |
| Febbraio        | Lu              | Ma              | Me              | Gi              | Ve              | Sa              | Do              | Lu              | Ma              | Me              | Gi              | Ve              | Sa              | Do              | Lu              | Ma              | Me              | Gi              | Ve              | Sa              | Do              | Lu              | Ma              | Me              | Gi              | Ve              | Sa              | Do              |                 |                 |                 |                 |
| Marzo           | Lu              | Ma              | Me              | Gi              | Ve              | Sa              | Do              | Lu              | Ma              | Me              | Gi              | Ve              | Sa              | Do              | Lu              | Ma              | Me              | Gi              | Ve              | Sa              | Do              | Lu              | Ma              | Me              | Gi              | Ve              | Sa              | Do              | Lu              | Ma              | Me              |                 |
| Aprile          | Gi              | Ve              | Sa              | Do              | Lu              | Ma              | Me              | Gi              | Ve              | Sa              | Do              | Lu              | Ma              | Me              | Gi              | Ve              | Sa              | Do              | Lu              | Ma              | Me              | Gi              | Ve              | Sa              | Do              | Lu              | Ma              | Me              | Gi              | Ve              |                 |                 |
| Maggio          | Sa              | Do              | Lu              | Ma              | Me              | Gi              | Ve              | Sa              | Do              | Lu              | Ma              | Me              | Gi              | Ve              | Sa              | Do              | Lu              | Ma              | Me              | Gi              | Ve              | Sa              | Do              | Lu              | Ma              | Me              | Gi              | Ve              | Sa              | Do              | Lu              |                 |
| Giugno          | Ma              | Me              | Gi              | Ve              | Sa              | Do              | Lu              | Ma              | Me              | Gi              | Ve              | Sa              | Do              | Lu              | Ma              | Me              | Gi              | Ve              | Sa              | Do              | Lu              | Ma              | Me              | Gi              | Ve              | Sa              | Do              | Lu              | Ma              | Me              |                 |                 |
| Luglio          | Gi              | Ve              | Sa              | Do              | Lu              | Ma              | Me              | Gi              | Ve              | Sa              | Do              | Lu              | Ma              | Me              | Gi              | Ve              | Sa              | Do              | Lu              | Ma              | Me              | Gi              | Ve              | Sa              | Do              | Lu              | Ma              | Me              | Gi              | Ve              | Sa              |                 |
| Agosto          | Do              | Lu              | Ma              | Me              | Gi              | Ve              | Sa              | Do              | Lu              | Ma              | Me              | Gi              | Ve              | Sa              | Do              | Lu              | Ma              | Me              | Gi              | Ve              | Sa              | Do              | Lu              | Ma              | Me              | Gi              | Ve              | Sa              | Do              | Lu              | Ma              |                 |
| Settembre       | Me              | Gi              | Ve              | Sa              | Do              | Lu              | Ma              | Me              | Gi              | Ve              | Sa              | Do              | Lu              | Ma              | Me              | Gi              | Ve              | Sa              | Do              | Lu              | Ma              | Me              | Gi              | Ve              | Sa              | Do              | Lu              | Ma              | Me              | Gi              |                 |                 |
| Ottobre         | Ve              | Sa              | Do              | Lu              | Ma              | Me              | Gi              | Ve              | Sa              | Do              | Lu              | Ma              | Me              | Gi              | Ve              | Sa              | Do              | Lu              | Ma              | Me              | Gi              | Ve              | Sa              | Do              | Lu              | Ma              | Me              | Gi              | Ve              | Sa              | Do              |                 |
| Novembre        | Lu              | Ma              | Me              | Gi              | Ve              | Sa              | Do              | Lu              | Ma              | Me              | Gi              | Ve              | Sa              | Do              | Lu              | Ma              | Me              | Gi              | Ve              | Sa              | Do              | Lu              | Ma              | Me              | Gi              | Ve              | Sa              | Do              | Lu              | Ma              |                 |                 |
| Dicembre        | Me              | Gi              | Ve              | Sa              | Do              | Lu              | Ma              | Me              | Gi              | Ve              | Sa              | Do              | Lu              | Ma              | Me              | Gi              | Ve              | Sa              | Do              | Lu              | Ma              | Me              | Gi              | Ve              | Sa              | Do              | Lu              | Ma              | Me              | Gi              | Ve              |                 |